# Комонфорт, Игнасио
Игнасио Грегорио Комонфорт де лос Риос (исп. Ignacio Gregorio Comonfort de los Ríos; 12 марта 1812, Пуэбла-де-лос-Анхелес, штат Пуэбла, Мексика — 3 ноября 1863) — мексиканский государственный, военный и политический деятель, генерал. С 15 сентября 1855 по 1 декабря 1857 года замещал президента Хуана Альвареса, временный Президент Мексиканской республики с 19 декабря 1857 по 21 января 1858 года.

## Биография
В 1833 году он был капитаном артиллерийской роты Национальной гвардии. Затем полковником в 1847 году во время боёв за Мехико во время мексикано-американской войны. С 1842 по 1846 Комонфорт был депутатом Конгресса; в 1854 г. принял участие в движении Альвареса против Санта-Анны. 21 июля 1854 г. он был произведен в бригадные генералы, затем 27 августа 1855 г. в дивизионные генералы. 
Комонфорт был военным министром с 10 октября по 10 декабря 1855 г., затем с 11 декабря он был временным президентом Мексики. 13 июля 1857 года был избран президентом. Во время своего президентства Комонфорту пришлось вести во время так называемой Войны за реформу борьбу с консервативной партией и реакционным духовенством, имущество которого согласно Закону Лердо было продано частным лицам. 21 января 1858 г. Комонфорт был свергнут в результате движения оппозиции. 
Он бежал в США и вернулся, когда либеральная партия во главе с Бенито Хуаресом получила власть. Во время иностранной интервенции в Мексику Комонфорт командовал армией, но в 1863 году был разбит французами в сражении при Сан-Лоренсо. 3 ноября 1863 г. Комонфорт был убит в результате нападения партизан возле Сан-Хуан-де-ла-Вега на дороге из Керетаро в Сан-Луис-Потоси.